# AN-22
Pour les articles homonymes, voir AN-22 (homonymie).
L’AN 22 a été la troisième arme nucléaire française développée en remplacement de l'AN 21 dont elle est dérivée, qui avait elle-même succédé à l'AN 11. 
Elle est étudiée de septembre 1965 à mars 1967.
Elle est entrée en service en 1967 et avait une charge explosive de fission de 60 à 70 kilotonnes équivalente à celle de son aînée AN 11, mais avec des améliorations au niveau de la sécurité et un parachute retardateur permettant un largage à basse altitude. De plus, l'enveloppe a été refondue, faisant passer son poids d'environ 1 400 kg à environ 700 kg. Le Dassault Mirage IV restait son bombardier attitré. 
Environ 40 AN 22 ont été construites, soit une pour chacun des 36 Mirage IVA en service, et quelques-unes de rechange. La dernière a été retirée du service le 1er juillet 1988.
Elles ont été remplacées brièvement par les ogives thermonucléaires TN 80, puis par les TN 81 portées par l'ASMP, et enfin par les TNA portées par les ASMPA et ASMPA-R. L'emploi de ces deux dernières bombes, d'une puissance d'environ 300 kilotonnes est qualifié de pré-stratégique.